# Obrączka ornitologiczna

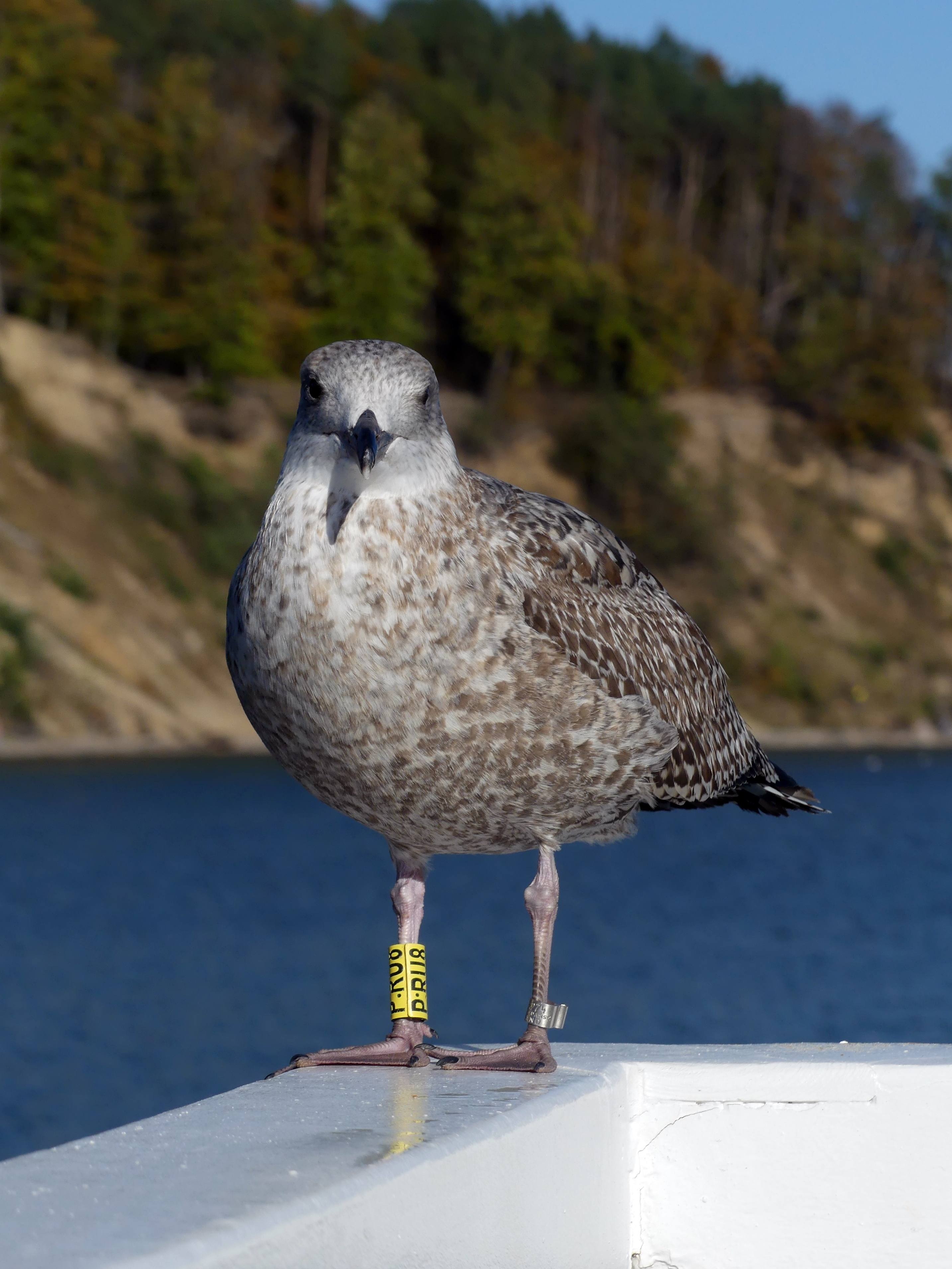
Mewa z dwiema obrączkami ornitologicznymi

Obrączka ornitologiczna – metalowy lub plastikowy pierścień zakładany na nogę lub wyjątkowo skrzydło ptaka (obrączka płetwowa).
Na każdej obrączce wytłoczona jest nazwa centrali ornitologicznej oraz seria i niepowtarzalny numer. Informację o odczytanej obrączce na żywym lub martwym ptaku należy, bez względu na adres na obrączce, przekazać do centrali kraju na terenie którego dokonano obserwacji.
Ewidencję ptaków zaobrączkowanych (baza danych) w Polsce prowadzi Krajowa Centrala Obrączkowania ptaków w Stacja Ornitologiczna Muzeum i Instytutu Zoologii PAN w Gdańsku.